# Kanton Vorey
Der Kanton Vorey war bis 2015 ein französischer Wahlkreis im Arrondissement Le Puy-en-Velay, im Département Haute-Loire und in der Region Auvergne. Sein Hauptort war Vorey.
Der sieben Gemeinden umfassende Kanton war 168,31 km² groß und hatte 5526 Einwohner (Stand: 2012). 

## Gemeinden
| Gemeinde              | Einwohner Jahr | Fläche km² | Bevölkerungsdichte | Code INSEE | Postleitzahl |
| --------------------- | -------------- | ---------- | ------------------ | ---------- | ------------ |
| Beaulieu              | 998 (2013)     | 22,27      | 45 Einw./km²       | 43021      | 43800        |
| Chamalières-sur-Loire | 495 (2013)     | 13,4       | 37 Einw./km²       | 43049      | 43800        |
| Mézères               | 161 (2013)     | 8,58       | 19 Einw./km²       | 43134      | 43800        |
| Roche-en-Régnier      | 488 (2013)     | 26,92      | 18 Einw./km²       | 43164      | 43810        |
| Rosières              | 1526 (2013)    | 26,82      | 57 Einw./km²       | 43165      | 43800        |
| Saint-Pierre-du-Champ | 510 (2013)     | 31,09      | 16 Einw./km²       | 43217      | 43130        |
| Vorey                 | 1440 (2013)    | 39,23      | 37 Einw./km²       | 43267      | 43800        |